# Sitticus juniperi
Sitticus juniperi là một loài nhện trong họ Salticidae.
Loài này thuộc chi Sitticus. Sitticus juniperi được Willis J. Gertsch & Riechert miêu tả năm 1976.